# Université d'Anvers
L'université d'Anvers (en néerlandais : Universiteit Antwerpen) est un établissement universitaire établi à Anvers en Belgique.

## Historique de la création
Sous sa forme actuelle, l'Universiteit Antwerpen est la plus jeune université de Flandre. Elle a été créée à partir des trois universités qui existaient au départ à Anvers : l'UFSIA (Universitaire Faculteiten Sint-Ignatius Antwerpen ou Facultés universitaires Saint-Ignace d'Anvers), l'UIA (Universitaire Instelling Antwerpen ou Établissement universitaire d'Anvers) et la RUCA (Rijksuniversitair Centrum Antwerpen ou Centre universitaire de l'État à Anvers). Ces institutions collaboraient déjà depuis quelque temps suivant un modèle confédéral, mais à partir d'octobre 2003 elles fusionnèrent pour ne plus former qu'une seule université.

## Facultés
L'université d'Anvers compte plus de 20 000 étudiants (2015), ce qui en fait la troisième plus grande université en Flandre. Plus de 3 000 de ces étudiants (étudiants en échange non inclus) sont originaires de pays étrangers, avec une majorité de pays de l'UE.
L'UA se compose des facultés suivantes :
- Faculté de droit
- Faculté de médecine
- Faculté de philosophie et lettres
  - Institut des sciences de l'éducation et de l'information
- Faculté des sciences politiques et sociales
- Faculté des sciences économiques appliquées
- Faculté des sciences
- Faculté des sciences pharmaceutiques, biomédicales et vétérinaires

## Association
L'université d'Anvers forme une association avec les hautes écoles Hogere Zeevaartschool Antwerpen, Hogeschool Antwerpen, Karel de Grote-Hogeschool et Plantijnhogeschool. La Lessius Hogeschool s'est rattachée au Katholieke Universiteit Leuven.
L'université d'Anvers participe aux échanges inter-universitaires européens du réseau d'Utrecht.

## Personnalités liées à l'université

### Étudiants

#### Économie
- Dirk Van de Put, homme d'affaires, CEO de Mondelez International
- Patrick Janssens (1956–), homme politique
- Philippe Muyters (1961–), homme politique

#### Histoire
- Bart De Wever (1970-), homme politique
- Marie-Rose Morel, femme politique

#### Droit
- Gerolf Annemans (1958–), homme politique
- Cathy Berx (1969–), juriste et femme politique
- Jan Grauls (1948–), diplomate
- Kris Peeters (1962–), homme politique
- Matthias Storme (1959–), juriste et homme politique
- Bruno Valkeniers, homme d'affaires et homme politique

#### Médecine
- Manto Tshabalala-Msimang (1940–2009), femme politique sud-africain

#### Linguistique, littérature et philosophie
- Jan Huyghebaert (1945–), homme d'affaires
- Bart Peeters (1959–), musicien
- Matthias Storme (1959–), juriste et universitaire

#### Politique et sciences sociales
- Jos Geysels (1952-), homme politique
- Patrick Janssens (1956–), homme politique
- Facinet Sylla : ministre du budget guinéen
- Peter Mertens (1969–), homme politique
- Johan Vande Lanotte (1955–), homme politique
- Johan Van Hecke (1954–), homme politique
- Mieke Vogels (1954–), femme politique
- Marthe Wandou (1963-), militante camerounaise pour la paix et pour les droits des femmes, récipiendaire du Right Livelihood Award 2021

#### Sciences
- Dries Buytaert (1978–), informaticien
- Peter Piot (1949–), microbiologiste, dirigeant de UNAIDS
- Christine Van Broeckhoven (1953–), biologiste moléculaire et femme politique belge